# 어웨이 위 고
어웨이 위 고(Away We Go)는 아카데미상 수상자 샘 멘데스가 감독을 맡고, 데이브 에거스 그리고 벤델라 비다 부부가 각본을 맡은 2009년의 코미디 드라마 영화이다. 존 크래신스키, 마야 루돌프, 제프 대니얼스, 카먼 이조고, 짐 개피건, 매기 질런홀, 조시 해밀턴, 앨리슨 재니, 멜러니 린스키, 크리스 메시나, 캐서린 오하라, 폴 슈나이더등이 출연하였다.
2009년 6월 5일에 미국에서 제한 상영되었다. 스코틀랜드의 에든버러에서 열린 2009년 에든버러 국제 영화제에서 상영되기도 하였다.

## 줄거리
버트와 베로나 커플은 30대 초반으로, 덴버에서 일상적인 삶과 만족스러운 미래를 만들어가기 위해 고군분투한다. 그러던 중 임신 소식을 알게 되고, 아이를 어떻게, 어디서 키워야 할지 고민에 빠진다. 베로나가 임신 6개월 차에 접어들었을 때, 그들은 버트의 부모님을 방문하지만, 부모님은 아이가 태어나기 한 달 전에 벨기에로 이사 갈 계획을 밝힌다. 게다가 그들의 집은 이미 다른 커플에게 임대된 상태였다.
부모님의 이기적이고 무책임한 태도에 실망한 버트와 베로나는 이 기회를 발판 삼아 아이를 키울 새로운 곳을 찾아 나서기로 한다. 둘 다 재택근무가 가능했기에 어디든 살 수 있다는 점을 이용한 것이다. 그들은 먼저 베로나의 옛 직장 상사와 그녀의 가족을 만나기 위해 애리조나 피닉스를 방문하지만, 그들의 거칠고 비열한 행동에 충격을 받는다. 이후 베로나의 여동생 그레이스가 있는 투손을 방문하고, 버트는 그레이스에게 지루한 남자친구와 헤어지라고 설득하려 한다.
다음으로, 버트는 위스콘신 매디슨에서 어릴 적 친구이자 사촌 같은 존재인 'LN'을 만난다. LN은 유산을 상속받고 육아에 대한 급진적인 생각을 가진 대학교수였다. LN 부부는 선물로 가져간 유모차를 보고 크게 화를 내고, LN의 비꼬는 태도에 버트는 그녀와 남편에게 심한 말을 하고 떠난다. 이후, 몬트리올에서 대학 친구인 톰과 그의 가족을 만나게 된다. 그들은 입양한 여러 아이들과 함께 행복한 가정을 꾸리고 있었고, 버트와 베로나는 이 곳이 마음에 들어 몬트리올로 이사하기로 마음먹는다. 하지만 저녁 식사 중, 톰은 그의 아내가 다섯 번의 유산을 겪었다는 사실을 털어놓는다.
다음 날 아침, 버트는 마이애미에 있는 동생 코트니에게 아내가 떠났다는 급한 전화를 받고 마이애미로 향한다. 버트는 코트니를 위로하고 베로나는 코트니의 딸과 시간을 보낸다. 밤에 버트와 베로나는 트램펄린에 누워 서로 사랑하고 행복한 가정을 만들 것을 다짐한다. 다음 날, 베로나는 어릴 적 살던 집과 교통사고로 세상을 떠난 부모님에 대한 이야기를 하고, 그들은 플로리다 팬핸들에 있는 베로나의 옛집에 정착하기로 결정한다. 마침내 그들은 자신에게 맞는 곳을 찾았다는 것을 깨닫고, 바다를 바라보며 행복하게 앉아있는다.

## 출연
- 존 크래신스키 - 버트 팔렌더
- 마야 루돌프 - 베로나 드 테상
- 카먼 이조고 - 그레이스 드 테상
- 제프 대니얼스 - 제리 팔렌더
- 캐서린 오하라 - 글로리아 팔렌더
- 앨리슨 재니 - 릴리
- 짐 개피건 - 로웰
- 매기 질런홀 - LN
- 조시 해밀턴 - 로드릭
- 멜러니 린스키 - 먼치 가넷
- 크리스 메시나 - 톰 가넷
- 폴 슈나이더 - 코트니 팔렌더